# متیو کلای (شناگر)
متیو کلای (به انگلیسی: Matthew Clay) (زادهٔ ۲۷ اکتبر ۱۹۸۲ (۴۲ سال)) شناگر اهل بریتانیا است.